# Saheki (cratera)

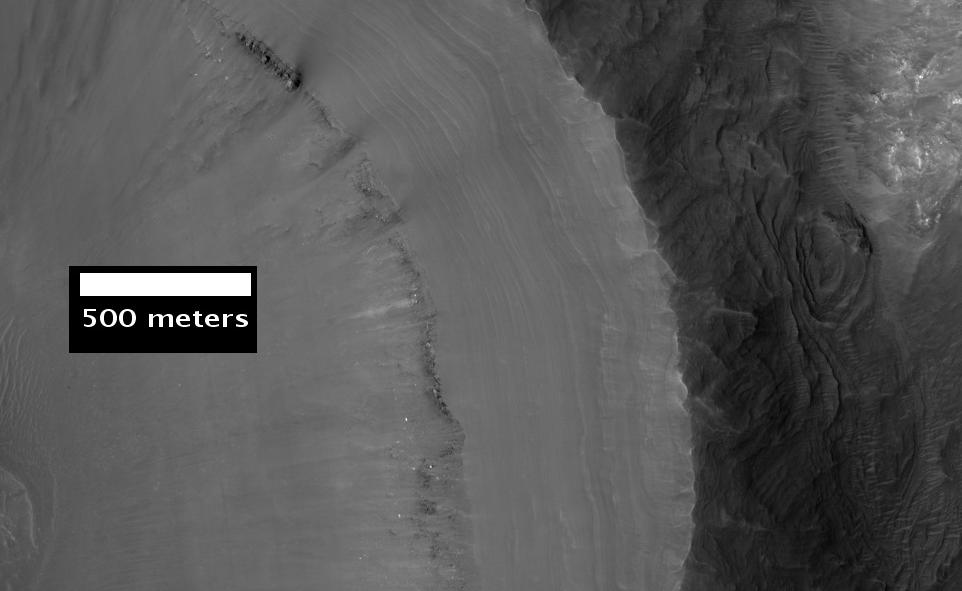
Imagem aproximada das camadas da cratera Saheki, vistas pela HiRISE.

A cratera Saheki é uma cratera no quadrângulo de Iapygia em Marte, localizada a 21.75° S e 286.97° W. Possui 85 km em diâmetro e recebeu o nome de Tsuneo Saheki, um astrônomo amador japonês (1916-1996).  A imagem abaixo mostra um leque aluvial na cratera provavelmente formado por água corrente.